# 14E busz (Veszprém)
A veszprémi 14E jelzésű autóbusz a Veszprémi állatkert és Veszprém vasútállomás között közlekedik. A vonal összeköttetést teremt Veszprém város vasútállomása, autóbusz-állomása, valamint az állatkert között. A vonalat a V-Busz Veszprémi Közlekedési Kft. üzemelteti. A járat 2019. május 11-étől augusztus 31-éig közlekedett, 2020-ban szünetel.

## Története
2019. május 1-jén 14-es jelzéssel közlekedett az Állatkert és a vasútállomás között, sűrűbb megállási renddel. 2019. május 11-étől 14E jelzésű gyorsjáratként jár.

## Útvonala
| Veszprém vasútállomás felé | Veszprémi állatkert felé |
| --- | --- |
| Veszprémi állatkert vá. – Kittenberger Kálmán utca – Veszprémvölgyi utca – Eszterházy Antal utca – Horgos utca – Brusznyai Árpád utca – Budapest út – Jutasi út – Munkácsy Mihály utca – Haszkovó utca – Jutasi út – Veszprém vasútállomás vá. | Veszprém vasútállomás vá. – Jutasi út – Haszkovó utca – Munkácsy Mihály utca – Jutasi út – Budapest út – Brusznyai Árpád utca – Óvári Ferenc utca – Toborzó utca – Jókai Mór utca – Kittenberger Kálmán utca – Veszprémi állatkert vá. |

## Megállóhelyei
| 0  | Veszprémi állatkert végállomás   | 17 |                                                                                     |
| 5  | Virág Benedek utca               | ∫  | 12, 13                                                                              |
| ∫  | Színház                          | 12 | 1, 2, 3, 4, 4A, 5, 6, 8, 10, 13, 20, 21, 25 Helyközi buszok Távolsági járatok       |
| 7  | Hotel                            | 10 | 1, 2, 3, 4, 4A, 5, 6, 7, 7A, 10, 12, 13, 20, 21, 22, 25                             |
| 9  | Veszprém autóbusz-állomás        | 8  | 1, 2, 3, 4, 4A, 7, 7A, 10, 12, 13, 20, 21, 22, 23 Helyközi buszok Távolsági járatok |
| 12 | Munkácsy Mihály utca             | 5  | 4, 4A, 7, 7A, 13                                                                    |
| 14 | Haszkovó utca                    | 3  | 3, 4, 4A, 7, 7A, 11, 20, 21                                                         |
| 17 | Veszprém vasútállomás végállomás | 0  | 1, 2, 3, 4, 5, 10, 11, 20 Helyközi buszok Veszprém                                  |